# NGC 2967
NGC 2967 је спирална галаксија у сазвежђу Секстант која се налази на NGC листи објеката дубоког неба.
Деклинација објекта је + 0° 20' 10" а ректасцензија 9h 42m 3,3s. Привидна величина (магнитуда) објекта NGC 2967 износи 11,6 а фотографска магнитуда 12,3. Налази се на удаљености од 30,9000 милиона парсека од Сунца. NGC 2967 је још познат и под ознакама UGC 5180, MCG 0-25-7, CGCG 7-20, IRAS 09394+0033, PGC 27723.